# Giovanni Battista Borea d'Olmo
Giovanni Battista Borea d'Olmo nasceu em Génova, Reino da Sardenha, em 11 de outubro de 1831 e morreu em Sanremo em 19 de outubro de 1936 aos 105 anos. Foi membro do Senado Italiano de 18 de novembro de 1922 até à sua morte.